# Sixtus Riessinger

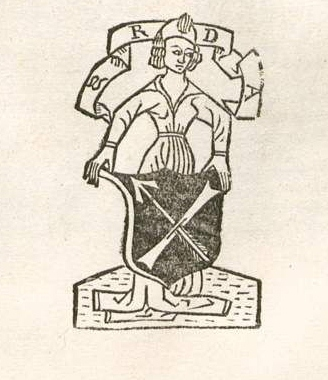
Jüngere Fassung der Druckermarke von Sixtus Riessinger, aus dem ersten Band der Decisiones Rotae Romanae, gedruckt vermutlich 1483 in Rom

Sixtus Riessinger oder Rüssinger (* vermutlich in Sulz am Neckar; † 1506 oder später in Straßburg) war Geistlicher und Inkunabeldrucker in Rom und in Neapel, wo er 1471 den Buchdruck einführte. Seinen Lebensabend verbrachte er in Straßburg.

## Leben und Werk
Sixtus Riessinger schrieb sich am 1. April 1462 zum Studium in Freiburg ein. Den Baccalaureus erwarb er 1464/1465, doch gab er als Herkunftsort nun nicht mehr Sulz, sondern Straßburg an. Vielleicht hatte er in der Zwischenzeit bei Heinrich Eggestein in Straßburg das Druckerhandwerk erlernt. Ab Anfang Februar 1465 war er vermutlich schon in Rom, wo er sich um Pfründen in und bei Straßburg bemühte und auch den für ihn als Priestersohn nötigen Dispens vom Makel der unehelichen Geburt erhielt.
Die ersten Drucke Riessingers tragen weder Ort noch Datum. In zweien mit seinen Typen gedruckten Büchern, so auch im vermutlich zuerst gedruckten, einer Ausgabe der Briefe des Hieronymus (GW12420) von etwa 1467, fehlt auch der Name des Druckers. Der Bischof von Trient Johannes Hinderbach notierte aber in sein Exemplar der Hieronymusbriefe, dass dieses Buch in Rom gedruckt worden sei. Eine Bulle Pauls II. vom 19. April 1470 über das Jubeljahr war vermutlich das späteste römische Druckwerk Riessingers vor seinem Umzug nach Neapel.
Kontakt nach Rom hielt Riessinger auch weiterhin. Gemeinsam mit Adam Rot und einigen anderen Druckern erhielt er 1472 eine Pfründenanwartschaft unter Vorzugsdatum, nämlich besonders früh im Pontifikat Sixtus’ IV. In den folgenden Jahren bemühte sich Riessinger seinen Pfründenbesitz in und um Straßburg abzurunden, doch nach der Amtsenthebung Adam Rots von einer Pfarrpfründe in der Diözese Metz, versuchte Riessinger auch diese Pfründe zu erhalten. Seit etwa 1471 druckte Sixtus Riessinger dann in Neapel. Ein Schwerpunkt seiner Arbeit hier war der Druck juristischer und anderer für das Studium an den Universitäten im Lande beziehungsweise für die Verwaltung des Königreichs Ferdinands I. nützlicher Werke. Ab 1474 arbeitete Riessinger zusammen mit Francesco Del Tuppo, welcher ab etwa 1478, nach Riessingers Rückkehr nach Rom, die Offizin in Neapel übernahm. Mit einem Deutschen namens Georg, ob Georg Lauer oder Georg Herolt ist in der Forschung umstritten, gründete Riessinger in Rom eine Gesellschaft, um Bücher zu drucken. Der letzte von Riessinger fertiggestellte Druck war der erste Band einer dreibändigen Ausgabe der Decisiones rotae Romanae (GW8205).
Am 13. September 1483 erwarb Riessinger das Straßburger Bürgerrecht. Jakob Wimpfeling berichtete in seinem 1502 entstandenen und 1505 im Druck erschienenen Werk Epitome rerum Germanicarum, dass Riessinger geachtet als Geistlicher in Straßburg lebe. Sixtus Riessinger machte 1506 sein Testament, er besaß zu diesem Zeitpunkt mehrere Pfründen in Straßburg, Colmar und Umgebung. Er wünschte neben seinem Onkel Petrus Rüssinger († 1482) in der Kirche Alt St. Peter, an der dieser Onkel Kanoniker gewesen war, in Straßburg beigesetzt zu werden.